# Lozančić
Lozančić je prezime raseljeno po cijelom svijetu.
Pretpostavlja se da su Lozančići podrijetlom iz Zagore, mjesta Lozančić
pokraj Imotskog, u Nova Sela, gdje su se raseljavali prema obali kod Omiša te prema unutrašnjosti kod mjesta Livna i okolice, pa dalje prema Kupresu. Jedan dio Lozančića uputio se je prema središnjoj Bosni kod Travnika, Kaknja, i okolice. Drugi je dio naselio područje uz rijeku Bosnu kod Šehera,
Doboja. Jedan dio je otišao istočnije prema Tuzli.
Također je bio iseljavanje sa škrte brtovite zemlje u Slavonsku ravnicu,
gdje su prisutni od Vukovara pa zapadnije, te na otoku Krku.

## Poznati Lozančići
- Niko Lozančić, predsjednik Federacije Bosne i Hercegovine